# Allan Brown
Ne doit pas être confondu avec Alan Brown.
Pour les articles homonymes, voir Brown.
Allan Duncan Brown, couramment appelé Allan Brown, est un footballeur international puis entraîneur écossais, né le 12 octobre 1926, à Kennoway, Fife et mort le 20 avril 2011  à Blackpool. Évoluant au poste de milieu de terrain, il est particulièrement connu pour ses saisons à Blackpool, club où il évolue à la fois comme joueur et entraîneur.
Il compte 13 sélections pour 5 buts inscrits en équipe d'Écosse.

## Biographie

### Carrière en club
Natif de Kennoway, Fife, il est formé dans le club local avant de signer pour East Fife en 1944. Il s'engage en décembre 1950 pour le club anglais de Blackpool à l'occasion d'un transfert d'un montant de 26 500 £, ce qui constitue alors un record pour un club écossais.
Son passage à Blackpool, où il reçoit le surnom de Bomber, est une réussite même s'il manque, à chaque fois pour cause de blessure, la finale de la FA Cup de 1951, perdue contre Newcastle United, ainsi que celle de 1953, gagnée face aux Bolton Wanderers. Il est élu au Temple de la renommée du club (Blackpool Hall of Fame), créé en avril 2006 et dont les membres sont choisis par vote des supporteurs.
Il s'engage pour Luton Town en février 1957, pour un montant de 8.000£. Il joue avec ce club une finale de FA Cup en 1959, perdue contre Nottingham Forest, avant de s'engager en mars 1961 pour Portsmouth puis, en août 1963, pour Wigan Athletic qui est alors un club non-league. À Wigan il remplace Johnny Ball (en) et en tant que joueur-entraîneur. Il y reste jusqu'en novembre 1966 où il re-signe alors pour Luton Town mais cette fois-ci uniquement comme entraîneur.
Luton Town est alors une équipe en difficulté en Division 4, et Allan Brown réussit à lui faire remporter le titre et la promotion en division supérieure à l'issue de la saison 1967-68. Mais Brown est renvoyé peu après le début de la saison suivante en Division 3, malgré de bons résultats. En effet le club apprend qu'il a postulé pour le poste vacant d'entraîneur à Leicester City.
Il connaît par la suite plusieurs autres clubs du championnat anglais, Torquay United, Bury, Nottingham Forest (où il est remplacé par Brian Clough), Southport, Blackpool (il est entraîneur de ces deux derniers clubs lors de deux passages distincts). Il connaît également un passage dans le championnat du Koweït à Qadsia Sporting Club. Il se retire définitivement du management en mai 1982.
Il décède le 20 avril 2011 . Une couronne de fleurs est déposée officiellement sous la tribune sud du Bloomfield Road, stade de Blackpool.

### Carrière internationale
Allan Brown reçoit 13 sélections en faveur de l'équipe d'Écosse. Il joue son premier match le 26 avril 1950, pour une victoire 3-1, à l'Hampden Park de Glasgow, contre la Suisse en match amical. Il reçoit sa dernière sélection le 19 juin 1954, pour une défaite 0-7, au Stade Saint-Jacques de Bâle, contre l'Uruguay lors de la Coupe du monde 1954. Il inscrit 5 buts lors de ses 13 sélections, dont l'un lors de son premier match.
Il participe avec l'Écosse aux éliminatoires puis à la Coupe du monde 1954 et au British Home Championship de 1954. Lors du mondial, il dispute deux matchs : le premier face à l'Autriche, et le second contre l'Uruguay.

#### Buts internationaux
| no | Date            | Lieu                                     | Adversaire     | Score final | Compétition                     |
| -- | --------------- | ---------------------------------------- | -------------- | ----------- | ------------------------------- |
| 1  | 26 avril 1950   | Hampden Park, Glasgow                    | Suisse         | 3-1         | match amical                    |
| 2  | 21 mai 1950     | Estádio Nacional do Jamor, Lisbonne      | Portugal       | 2-2         | match amical                    |
| 3  | 27 mai 1950     | Stade olympique Yves-du-Manoir, Colombes | France         | 1-0         | match amical                    |
| 4  | 4 novembre 1953 | Hampden Park, Glasgow                    | Pays de Galles | 3-3         | éliminatoires Coupe du monde 54 |
| 5  | 3 avril 1954    | Hampden Park, Glasgow                    | Angleterre     | 2-4         | éliminatoires Coupe du monde 54 |

## Palmarès

### Comme joueur
- East Fife :
  - Vainqueur de la Coupe de la Ligue écossaise en 1950

- Luton Town :
  - Finaliste de la FA Cup en 1959

### Comme entraîneur
- Luton Town :
  - Titre de champion de Division 4 anglaise en 1967-68